# Rakan bin Williams
Rakan bin Williams é um nome fictício lançado por militantes extremistas muçulmanos para descrever genericamente cristãos europeus convertidos que ingressaram na Al Qaeda e "prometeram a Deus que carregarão a bandeira dos seus irmãos distantes e buscarão a vingança contra os pecadores".
1. ↑  http://www.gabeira.com.br/noticias/noticia.asp?id=4938 Em falta ou vazio |título= (ajuda)[ligação inativa]